# Дамад Гюрджю Халиль Рифат-паша
Дамад Гюрджю Халиль Рифат-паша (тур. Damat Gürcü Halil Rifat Paşa; 1795 — 4 марта 1856) — турецкий османский дипломатический, военный и государственный деятель. Посол Турции в России (до 1830), сераскер (военный министр и главнокомандующий армией; 1836—39) и капудан-паша (военно-морской министр и главнокомандующий флотом), занимавший эту должность четыре раза (в 1830—32, 43—45, 47—48 и 54—55 годах).

## Биография
Родился в 1795 году. Грузин по национальности (прозвище Гюрджю означает грузин). Являлся одним из примерно ста детей, усыновленных Коджа Хосревом Мехмед-пашой. Был обращён в мусульманство и воспитан на средства усыновителя. Являлся сперва артиллерийским офицером, затем служил османским послом в России (на фоне событий Русско-турецкой войны 1828—1829 годов). По возвращении из России (1830), был в первый раз назначен капудан-пашой, пытался провести реформы на турецком флоте.
В 1834 году женился на Салихе-султан (1811—1843), дочери османского султана Махмуда II, став, таким образом, зятем правящего султана. В этом браке родились одна дочь и один сын, умерший молодым. От второго брака, заключённого после смерти первой жены, у него был сын — Дамад Махмуд Джалаледдин-паша (1853—1903), турецкий политический эмигрант и почётный руководитель первого съезда партии Младотурок в Париже в 1902 году.
В 1836 году паша был назначен сераскером (военным министром) и оставался на этой должности до 1839 года, когда получил взамен должность министра торговли. В 1843 году второй раз был назначен капудан-пашой, в 1845—47 являлся губернатором Трапезунда (Трабзона). В 1847—54 годах ещё два раза занимал должность капудана-паши, а в перерыве — должности губернатора Бурсы (Прусы) и Айдына.
Скончался в 1856 году и был похоронен на кладбище в Аюбе (ныне — район Стамбула).